# 王人殷
王人殷（1940年—），笔名任殷，女，陕西延安人，中国电影评论家，曾任中国电影家协会电影艺术杂志社社长、主编。

## 家庭
父亲刘岘。